# أحمد أبو صالح
أحمد أبو صالح (1927 – 2018) هو سياسي سوري وعضو القيادة القطرية لحزب البعث العربي الاشتراكي الأسبق، ووزير المواصلات ووزير الزراعة السوري الأسبق، حصل على دبلوم هندسة التليفونات من مصر عام 1948. انتمى بعد عودته من مصر إلى سوريا إلى حزب البعث العربي، ثم انتقل إلى بلجيكا لدراسة الهندسة، لكنه عاد إلى سوريا عام 1953.
التحق بكلية الحقوق بجامعة دمشق عام 1954، وتخرج منها عام 1958 حيث عمل بالمحاماة.

## نشاطه في حزب البعث
كان من أبرز الناشطين في حزب البعث في حلب، وقد اختير في أعقاب الوحدة بين مصر وسوريا عام 1958 رئيساً للاتحاد القومي في حلب، ثم أحد الأعضاء الستة الذين كانوا يحكمون سوريا أثناء الوحدة من خلال اللجنة التنفيذية للاتحاد القومي التي كان يرأسها عبد الحميد السراج.
أقاله الرئيس الراحل جمال عبد الناصر، وجرَّده من جميع مناصبه، وحدَّد إقامته بعد مذكرة نقدية لنظام الحكم في يوليو عام 1961.

## اعتقاله
اعتُقل بعد الانقلاب العسكري في سوريا 1966، وبقي في المعتقل حتى أُفرج عنه بعد هزيمة العام 1967، حيث حاول بعد خروجه من السجن مع آخرين الترتيب لمحاولة انقلابية جديدة اعتُقل على إثرها، ثم أفرج عنه بعدما ذاق ألواناً شتَّى من العذاب في السجن.
هرب بعد ذلك من سوريا إلى العراق بعد محاولة أخرى للقبض عليه. توفي في منفاه في بالعاصمة التشيكية براغ في 12 يوليو 2018.

## وصلات خارجية
- حوار مع أحمد أبو صالح في برنامج شاهد على العصر: حزب البعث السوري كما يراه أبو صالح ح1